# Sân bay quốc tế Daugavpils
Sân bay quốc tế Daugavpils (tiếng Latvia: Daugavpils Starptautiskā Lidosta) nằm ở làng Lociki, Naujene giáo xứ, Daugavpils, Latgale khu vực, Latvia. Nó cũng nằm 12 km về phía đông bắc của Daugavpils.
Tất cả các đường băng kỹ thuật của sân bay, cơ sở hạ tầng và các tòa nhà là những gì còn lại của căn cứ không quân Liên Xô cũ. Cơ sở đã hoàn toàn bị bỏ rơi, nhưng năm 2005 nó được phát triển lớn để trở thành sân bay quốc tế Daugavpils. Công tác xây dựng dự kiến sẽ được hoàn thành vào năm 2013.
Để thực hiện dự án Daugavpils Hội đồng thành phố thành lập Daugavpils lidosta Ltd (Công ty TNHH sân bay Daugavpils) để phát triển căn cứ không quân quân sự cũ thành sân ban quốc tế Daugavpils.
Họ dự định xây dựng một sân bay quốc tế và khu vực Daugavpils trong vòng vài năm tiếp theo phù hợp cho các máy bay quy mô lớn sẽ cho phép cả lưu lượng hành khách quốc tế và trong nước, vận chuyển hàng hóa quốc tế và trong nước và các chuyến bay thuê chuyến. Họ có ý định xây dựng một đường băng dài 2500 m và rộng 46 m.
Việc xây dựng một sân bay khu vực quốc tế cũng sẽ dẫn đến sự phát triển của các hoạt động khác trong khu vực dựa trên dịch vụ sân bay và các khách hàng của mình và làm việc nhiều hơn để thu hút đầu tư trong khu vực.
Khi đi vào hoạt động, sân bay có thể sẽ là một điểm đến cho các hãng hàng không từ Riga - Latvia thực sự đầu tiên các chuyến bay xuyên quốc gia, cũng như có thể là từ Moscow (do để cộng đồng Nga lớn) và từ Warsaw (do để cộng đồng Ba Lan lớn), cũng có thể từ Đức. Các chuyến bay trong Liên minh châu Âu (từ Riga, Warsaw, thành phố Đức) có thể sẽ được chủ yếu là các hãng hàng không giá rẻ.
Trong quá khứ, nó là nơi đóng quân của APIB 372 (372 Fighter-Bomber Hàng không Trung đoàn) bay MiG-23 và máy bay MiG-27.
Bản mẫu:Sân bay Latvia